# Campionati mondiali di lotta 2015
I campionati mondiali di lotta 2015 si sono svolti presso la Orleans Arena di Las Vegas, negli Stati Uniti d'America, dal 7 al 12 settembre 2015.

## Nazioni partecipanti
Hanno partecipato alla competizione 821 lottatori in rappresentanza di 95 nazioni.
- Albania (3)
- Algeria (2)
- Samoa Americane (5)
- Argentina (2)
- Armenia (15)
- Australia (3)
- Austria (12)
- Azerbaigian (23)
- Bielorussia (23)
- Bolivia (1)
- Brasile (17)
- Bulgaria (22)
- Camerun (2)
- Canada (18)
- Cile (4)
- Cina (24)
- Taipei cinese (2)
- Colombia (10)
- Costa Rica (1)
- Croazia (6)
- Cuba (11)
- Rep. Ceca (10)
- Danimarca (2)
- Ecuador (3)
- Egitto (9)
- El Salvador (1)
- Estonia (6)
- Finlandia (8)
- Francia (7)
- Georgia (16)
- Germania (20)
- Gran Bretagna (1)
- Grecia (11)
- Guam (1)
- Guatemala (1)
- Guinea-Bissau (1)
- Haiti (1)
- Honduras (3)
- Ungheria (21)
- India (23)
- Iran (16)
- Iraq (1)
- Irlanda (1)
- Israele (7)
- Italia (12)
- Giappone (24)
- Kazakistan (24)
- Kosovo (2)
- Kirghizistan (16)
- Lettonia (4)
- Lituania (7)
- Macedonia (5)
- Isole Marshall (3)
- Messico (13)
- Moldavia (16)
- Monaco (2)
- Mongolia (16)
- Marocco (5)
- Namibia (3)
- Nauru (1)
- Paesi Bassi (1)
- Nuova Zelanda (1)
- Nigeria (1)
- Corea del Nord (7)
- Norvegia (6)
- Pakistan (1)
- Palau (3)
- Palestina (1)
- Panama (1)
- Perù (4)
- Polonia (16)
- Portogallo (3)
- Porto Rico (10)
- Romania (12)
- Russia (23)
- Senegal (2)
- Serbia (7)
- Slovacchia (8)
- Slovenia (2)
- Sudafrica (5)
- Corea del Sud (22)
- Spagna (9)
- Sri Lanka (4)
- Svezia (9)
- Svizzera (7)
- Tagikistan (9)
- Trinidad e Tobago (1)
- Tunisia (1)
- Turchia (24)
- Turkmenistan (6)
- Ucraina (24)
- Stati Uniti (24)
- Uzbekistan (15)
- Venezuela (18)
- Vietnam (5)

## Classifica squadre
| Class | Lotta libera maschile | Lotta libera maschile | Lotta Greco-Romana | Lotta Greco-Romana | Lotta libera femminile | Lotta libera femminile |
| Class | Squadra               | Punti                 | Squadra            | Punti              | Squadra                | Punti                  |
| ----- | --------------------- | --------------------- | ------------------ | ------------------ | ---------------------- | ---------------------- |
| 1     | Russia                | 61                    | Russia             | 46                 | Giappone               | 51                     |
| 2     | Iran                  | 48                    | Azerbaigian        | 39                 | Cina                   | 42                     |
| 3     | Georgia               | 44                    | Ucraina            | 35                 | Stati Uniti            | 31                     |
| 4     | Mongolia              | 41                    | Iran               | 31                 | Ucraina                | 30                     |
| 5     | Azerbaigian           | 39                    | Kazakistan         | 23                 | Russia                 | 29                     |
| 6     | Turchia               | 33                    | Bielorussia        | 21                 | Azerbaigian            | 29                     |
| 7     | Stati Uniti           | 29                    | Turchia            | 20                 | Mongolia               | 27                     |
| 8     | Bulgaria              | 23                    | Germania           | 20                 | Bulgaria               | 24                     |
| 9     | Ucraina               | 20                    | Kirghizistan       | 20                 | Svezia                 | 21                     |
| 10    | India                 | 14                    | Cuba               | 19                 | Bielorussia            | 19                     |

## Podi

### Lotta libera maschile
| Evento                   | Oro                        | Argento                | Bronzo                 |
| fino a 57 kg (dettagli)  | Vladimer Khinchegashvili   | Hassan Rahimi          | Erdenebat Bekhbayar    |
| fino a 57 kg (dettagli)  | Vladimer Khinchegashvili   | Hassan Rahimi          | Viktor Lebedev         |
| fino a 61 kg (dettagli)  | Hacı Əliyev                | Batboldyn Nomin        | Vladimir Dubov         |
| fino a 61 kg (dettagli)  | Hacı Əliyev                | Batboldyn Nomin        | Vasyl Shuptar          |
| fino a 65 kg (dettagli)  | Frank Chamizo              | Ixtiyor Navroʻzov      | Soslan Ramonov         |
| fino a 65 kg (dettagli)  | Frank Chamizo              | Ixtiyor Navroʻzov      | Ahmed Sayed Mohammadi  |
| fino a 70 kg (dettagli)  | Magomedrasul Gazimagomedov | Hassan Yazdani Charati | Yakup Gör              |
| fino a 70 kg (dettagli)  | Magomedrasul Gazimagomedov | Hassan Yazdani Charati | James Malcolm Green    |
| fino a 74 kg (dettagli)  | Jordan Burroughs           | Pürevjavyn Önörbat     | Narsingh Panchav Yadav |
| fino a 74 kg (dettagli)  | Jordan Burroughs           | Pürevjavyn Önörbat     | Aniuar Geduev          |
| fino a 86 kg (dettagli)  | Abdulrašid Sadulaev        | Selim Yaşar            | Sandro Aminashvili     |
| fino a 86 kg (dettagli)  | Abdulrašid Sadulaev        | Selim Yaşar            | Alireza Karimi         |
| fino a 97 kg (dettagli)  | Kyle Snyder                | Abdusalam Gadisov      | Xetaq Qazyumov         |
| fino a 97 kg (dettagli)  | Kyle Snyder                | Abdusalam Gadisov      | Pavlo Oliynyk          |
| fino a 125 kg (dettagli) | Taha Akgül                 | Camaləddin Məhəmmədov  | Geno P'et'riashvili    |
| fino a 125 kg (dettagli) | Taha Akgül                 | Camaləddin Məhəmmədov  | Biljal Machov          |

### Lotta greco-romana maschile
| Evento                   | Oro                   | Argento               | Bronzo                   |
| fino a 59 kg (dettagli)  | Ismael Borrero Molina | Rövşən Bayramov       | Almat Kebispayev         |
| fino a 59 kg (dettagli)  | Ismael Borrero Molina | Rövşən Bayramov       | Yun Won-chol             |
| fino a 66 kg (dettagli)  | Frank Stäbler         | Ryu Han-soo           | Artëm Surkov             |
| fino a 66 kg (dettagli)  | Frank Stäbler         | Ryu Han-soo           | Davor Štefanek           |
| fino a 71 kg (dettagli)  | Rəsul Çunayev         | Armen Vardanyan       | Adam Kurak               |
| fino a 71 kg (dettagli)  | Rəsul Çunayev         | Armen Vardanyan       | Zacharias Tallroth       |
| fino a 75 kg (dettagli)  | Roman Vlasov          | Mark Overgaard Madsen | Doszhan Kartikov         |
| fino a 75 kg (dettagli)  | Roman Vlasov          | Mark Overgaard Madsen | Andrew Bisek             |
| fino a 80 kg (dettagli)  | Selçuk Çebi           | Viktor Sasunovski     | Lasha Gobadze            |
| fino a 80 kg (dettagli)  | Selçuk Çebi           | Viktor Sasunovski     | Yousef Ghaderian         |
| fino a 85 kg (dettagli)  | Zhan Beleniuk         | Rustam Assakalov      | Saman Tahmasebi          |
| fino a 85 kg (dettagli)  | Zhan Beleniuk         | Rustam Assakalov      | Habibollah Jomeh Akhlagi |
| fino a 98 kg (dettagli)  | Artur Aleksanyan      | Ghasem Rezaei         | Islam Magomedov          |
| fino a 98 kg (dettagli)  | Artur Aleksanyan      | Ghasem Rezaei         | Dimitrij Timčenko        |
| fino a 130 kg (dettagli) | Rıza Kayaalp          | Mijaín López          | Biljal Machov            |
| fino a 130 kg (dettagli) | Rıza Kayaalp          | Mijaín López          | Oleksandr Chernetskyy    |

### Lotta libera femminile
| Evento                  | Oro                       | Argento             | Bronzo                      |
| fino a 48 kg (dettagli) | Eri Tōsaka                | Marija Stadnyk      | Jessica Blaszka             |
| fino a 48 kg (dettagli) | Eri Tōsaka                | Marija Stadnyk      | Geneviève Morrison          |
| fino a 53 kg (dettagli) | Saori Yoshida             | Sofia Mattsson      | Jong Myong-suk              |
| fino a 53 kg (dettagli) | Saori Yoshida             | Sofia Mattsson      | Odunayo Folasade Adekuoroye |
| fino a 55 kg (dettagli) | Helen Maroulis            | Irina Ologonova     | Evelina Nikolova            |
| fino a 55 kg (dettagli) | Helen Maroulis            | Irina Ologonova     | Tatyana Kit                 |
| fino a 58 kg (dettagli) | Kaori Ichō                | Petra Olli          | Yuliya Ratkeviç             |
| fino a 58 kg (dettagli) | Kaori Ichō                | Petra Olli          | Elif Jale Yeşilırmak        |
| fino a 60 kg (dettagli) | Oksana Herhel             | Tserenchimed Sukhee | Dzhanan Manolova            |
| fino a 60 kg (dettagli) | Oksana Herhel             | Tserenchimed Sukhee | Leigh Jaynes-Provisor       |
| fino a 63 kg (dettagli) | Soronzonboldyn Battsetseg | Risako Kawai        | Taybe Yusein                |
| fino a 63 kg (dettagli) | Soronzonboldyn Battsetseg | Risako Kawai        | Yulia Tkach                 |
| fino a 69 kg (dettagli) | Natalia Vorobieva         | Zhou Feng           | Aline Focken                |
| fino a 69 kg (dettagli) | Natalia Vorobieva         | Zhou Feng           | Sara Doshō                  |
| fino a 75 kg (dettagli) | Adeline Gray              | Zhou Qian           | Vasilisa Marzaliuk          |
| fino a 75 kg (dettagli) | Adeline Gray              | Zhou Qian           | Epp Mae                     |

## Medagliere
| Posiz. | Nazione        | Oro | Argento | Bronzo | Totale |
| ------ | -------------- | --- | ------- | ------ | ------ |
| 1      | Russia         | 4   | 2       | 8      | 14     |
| 2      | Stati Uniti    | 4   | 0       | 3      | 7      |
| 3      | Turchia        | 3   | 1       | 2      | 6      |
| 4      | Giappone       | 3   | 1       | 1      | 5      |
| 5      | Azerbaigian    | 2   | 3       | 3      | 8      |
| 6      | Ucraina        | 2   | 1       | 6      | 9      |
| 7      | Mongolia       | 1   | 3       | 1      | 5      |
| 8      | Cuba           | 1   | 1       | 0      | 2      |
| 9      | Georgia        | 1   | 0       | 3      | 4      |
| 10     | Germania       | 1   | 0       | 1      | 2      |
| 11     | Armenia        | 1   | 0       | 0      | 1      |
| 11     | Italia         | 1   | 0       | 0      | 1      |
| 13     | Iran           | 0   | 3       | 5      | 8      |
| 14     | Cina           | 0   | 2       | 0      | 2      |
| 14     | Uzbekistan     | 0   | 2       | 0      | 2      |
| 16     | Bielorussia    | 0   | 1       | 1      | 2      |
| 16     | Svezia         | 0   | 1       | 1      | 2      |
| 16     | Corea del Sud  | 0   | 1       | 1      | 2      |
| 19     | Danimarca      | 0   | 1       | 0      | 1      |
| 19     | Finlandia      | 0   | 1       | 0      | 1      |
| 19     | Corea del Nord | 0   | 1       | 0      | 1      |
| 22     | Bulgaria       | 0   | 0       | 4      | 4      |
| 23     | Kazakistan     | 0   | 0       | 2      | 2      |
| 24     | Canada         | 0   | 0       | 1      | 1      |
| 24     | Estonia        | 0   | 0       | 1      | 1      |
| 24     | Paesi Bassi    | 0   | 0       | 1      | 1      |
| 24     | Nigeria        | 0   | 0       | 1      | 1      |
| 24     | Serbia         | 0   | 0       | 1      | 1      |
| Totale | Totale         | 24  | 24      | 48     | 96     |